# Eva Lindström
Eva Lindström (ur. 1952 w Västerås) – szwedzka autorka i ilustratorka książek dla dzieci.
W Polsce jej książki publikuje Wydawnictwo Zakamarki.
Laureatka Nagrody Literackiej im. Astrid Lindgren za 2022 rok.

## Książki autorskie
| Lp. | Tytuł polski                   | Tytuł oryginalny                              | Tłumaczenie  | Rok pierwszego wydania w Szwecji | Rok pierwszego wydania w Polsce |
| --- | ------------------------------ | --------------------------------------------- | ------------ | -------------------------------- | ------------------------------- |
| 1   | Mój przyjaciel Stefan          | Min vän Lage                                  | Marta Wallin | 2001                             | 2017                            |
| 2   | Mats i Roj. Ktoś się wprowadza | Någon flyttar in. Berättelser om Mats och Roj | Marta Wallin | 2002                             | 2015                            |
| 3   | Chcemy nasze czapki!           | Hit med våra mössor!                          | Marta Wallin | 2009                             | 2018                            |

## Książki ilustrowane przez Evę Lindström
| Lp. | Tytuł polski          | Tytuł oryginalny         | Autor          | Tłumaczenie       | Rok pierwszego wydania w Szwecji | Rok pierwszego wydania w Polsce |
| --- | --------------------- | ------------------------ | -------------- | ----------------- | -------------------------------- | ------------------------------- |
| 1   | Sznurówka, ptak i ja  | Snöret, fågeln och jag   | Ellen Karlsson | Katarzyna Skalska | 2013                             | 2018                            |
| 2   | Ryba o imieniu Fabian | En fisk som heter Fabian | Ellen Karlsson | Katarzyna Skalska | 2014                             | 2019                            |